# كينيفيل (إلينوي)
كينيفيل (بالإنجليزية: Kaneville)‏ هي منطقة سكنية تقع في الولايات المتحدة في إلينوي. يقدر عدد سكانها بـ 484 نسمة .